# Dème de Corfou-Sud
Le dème de Corfou-Sud, en grec moderne : Δήμος Νότιας Κέρκυρας, est un dème de la périphérie des îles Ionniennes, situé sur l'île de Corfou,  en Grèce. Il est créé, en 2019, par le programme Clisthène I, qui supprime le dème de Corfou. 
Il est constitué des anciens dèmes de Korissía, Lefkímmi et Melitiís  (programme Kapodistrias), qui sont ensuite devenus des unités municipales du dème unique de Corfou (programme Kallikratis).
Il est situé au sud de l'île et son siège est le village de Lefkímmi.